# Cyaniris balcanica
Cyaniris balcanica är en fjärilsart som beskrevs av Tutt 1909. Cyaniris balcanica ingår i släktet Cyaniris och familjen juvelvingar. Inga underarter finns listade i Catalogue of Life.